# 協同教堂 (斯圖加特)

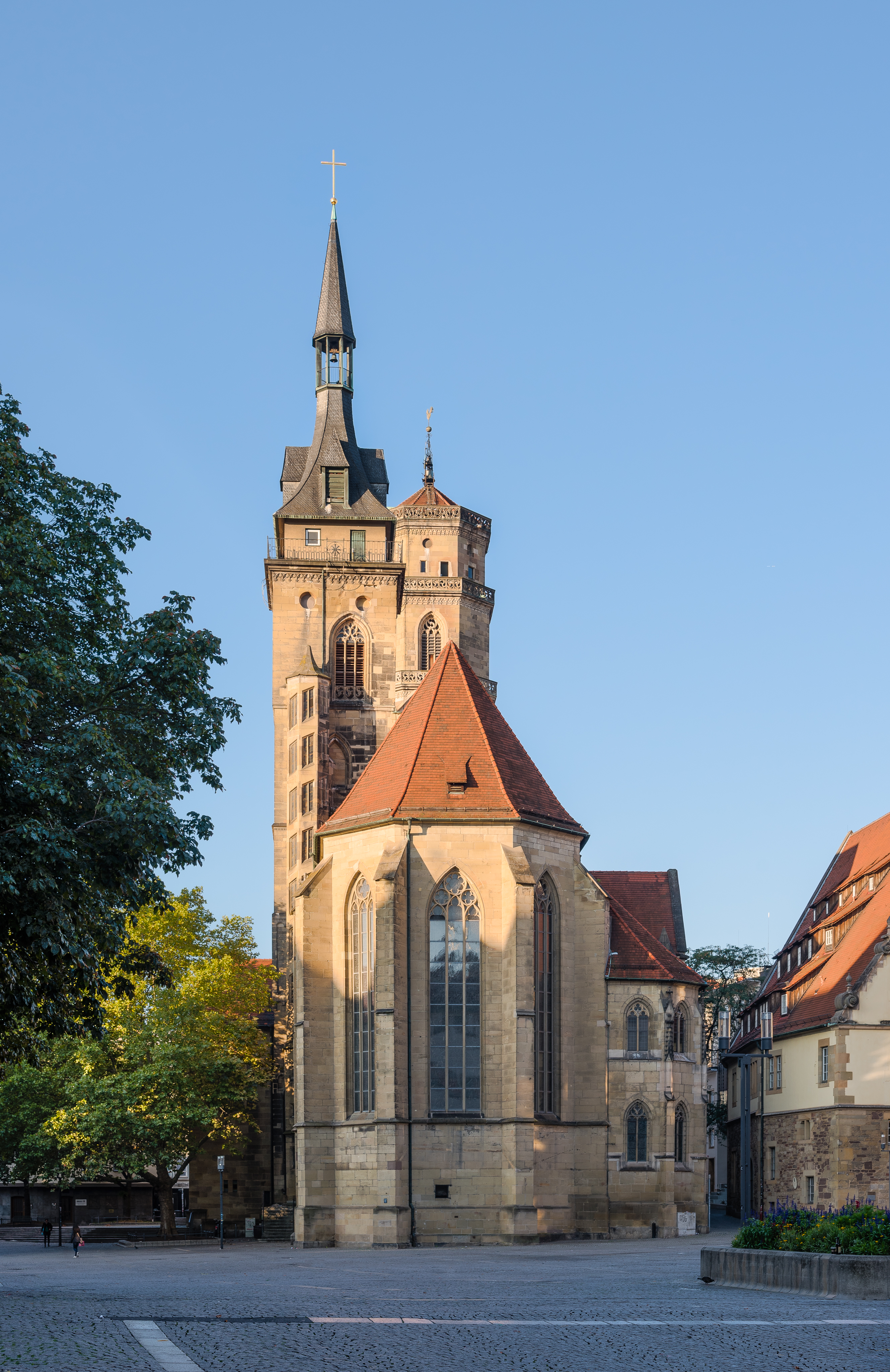
協同教堂

48°46′36″N 9°10′41″E / 48.7767°N 9.17806°E
協同教堂（德語：Stiftskirche）是位於德國巴登-符騰堡州首府斯圖加特的一座教堂，也是福音路德宗在巴登-符騰堡州的主要教堂。在10至11世紀時，這裡就已經有一座小的羅馬式教堂。二戰時期，教堂在1944年的空襲中被毀。1950年代教堂得到重建。1999年至2003年期間，教堂得到翻新。

## 歷史與結構
最近的研究發現，在今日教堂的輪廓內，有一座小型羅馬式教堂的結構，其歷史可追溯至10世紀和11世紀。
1240 年，一座羅馬風格的宏偉的三殿堂和兩座塔樓教堂建成，顯然是由當時居住在附近老城堡的符騰堡伯爵建造的。符騰堡伯爵烏爾里希一世和他的第二任妻子符騰堡伯爵夫人艾格尼絲·馮·施萊西安-利格尼茨（均於1265 年去世）的遺骸安葬在南塔教堂的在一座雙墓中，該墓的歷史可追溯至13世紀末。